# نحل قوقازي
النحل القوقازي تعتبر جبال القوقاز في الإتحاد السوفياتي سابقاً موطنه ويعرف بنحل البرسيم الأحمر ويرجع ذلك إلي طول لسانه الذي يصل إلي أكثر من 7 مليمتر .
وهو يشبه النحل الكرينولي بالشكل الخارجي إلا إن أجزاء فمه أطول من أجزاء فم الكرينولي، وأرجله الخلفية طويلة وأجنحته أقصر وأضيق، ويمتاز هذا النوع بالهدوء، كما إنه قليل الميل للتطريد والسرقة و من عيوبه كثرة جمعه لمادة البروبوليس وأغطية الشمع غير ناصعة البياض وقابليته للإصابة بالأمراض .

## الأصل
النحل القوقازي ينبع من الوديان عالية من القوقاز الوسطى (جورجيا) , علي الرغم من إنه يمكن العثور عليه أيضاً شرق تركيا وأرمينيا وأذربيجان .

## التشريح والمظهر
- الشكل والحجم: مشابهة للنحل كرينولي
- لون الكيتين: داكنة مع بقع بنية اللون في بعض الأوقات
- لون الشعر: الرصاصي رمادي
- طول اللسان: ما يصل إلى 7.2 مم